# Burgruine Dalberg

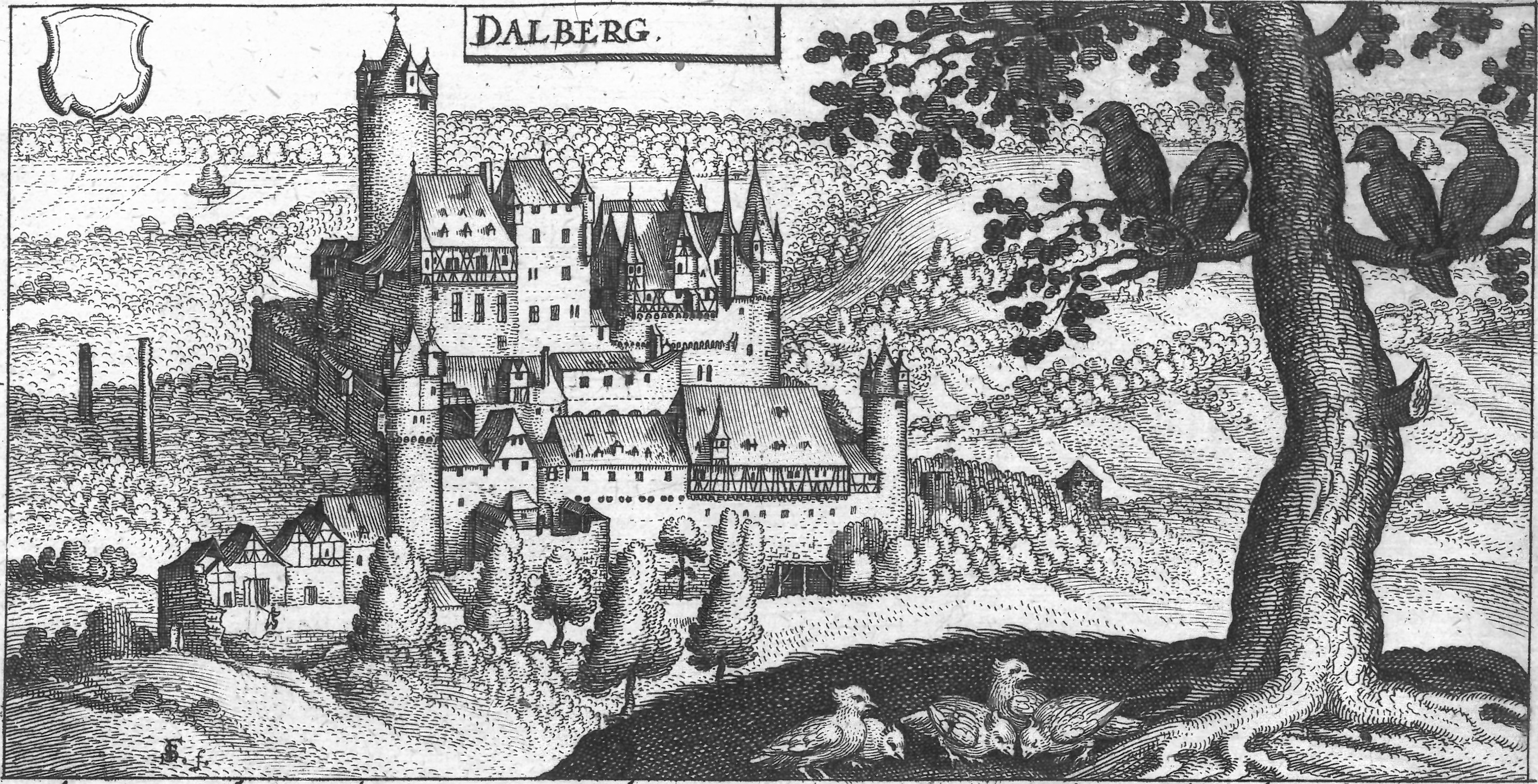
Burg Dalberg im 16. Jahrhundert

Burg Dalberg, auch Dalburg genannt, ist die Ruine einer Höhenburg im Tal des Gräfenbachs, der über den Ellerbach bei Bad Kreuznach in die Nahe mündet, sie erhebt sich über die Ortsgemeinde Dalberg im Landkreis Bad Kreuznach in Rheinland-Pfalz. Der Hildegard von Bingen Pilgerwanderweg führt unmittelbar an der Burg vorbei.

## Geschichte

### Frühzeit
Das Gebiet der späteren Burg und Herrschaft Dalberg war ursprünglich salisch. Im 12. Jahrhundert gehörte es dem Hochstift Speyer und der Bischof von Speyer hatte es als Lehen an die Familie Weyerbach vergeben, die sich auch selbst als „Herren von Dalberg“ bezeichneten. Zu diesem Lehen gehörten die Dörfer Dalberg, das benachbarte Wallhausen, Spabrücken und Sommerloch. Godebold von Weyersbach († 1185) ließ in der Zeit zwischen 1150 und 1170 die Burg in exponierter Lage errichten.

### Ausbau
Im 14. Jahrhundert erwarb Johann III. Kämmerer von Worms, der über seine erste Frau, Juliane, in die Verwandtschaft der Herren von Dalberg eingeheiratet hatte, 5 % der Burg und die Hälfte der Herrschaft Dalberg. Noch im 14. Jahrhundert starb die Familie der ersten Dalberger aus. Johann XI. Kämmerer von Worms brachte sich in dieser Zeit in den Besitz der gesamten Burg und Herrschaft und fügte fortan seinem Familiennamen Kämmerer von Worms den Zusatz „zu Dalberg“ bei. Sein Enkel, Wolfgang III., und dessen Nachkommen führten – erstmals 1375 – die Namensform Kämmerer von Worms, genannt von Dalberg, was sich in der Folgezeit zu von Dalberg verschliff. 1390 oder 1400 hatte die Familie den Alleinbesitz an Burg und Herrschaft erlangt.
1367 schloss Dieter II. († 1371) mit Pfalzgraf Ruprecht II. ein Abkommen, das dem Pfalzgrafen die Burg Dalberg öffnete und ihn im Gegenzug verpflichtete, Dieter II. im Falle von Fehden beizustehen, ein Schritt in dem Prozess einer immer engeren Anbindung des Hauses Dalberg an die Kurpfalz. Dieter II. und Dieter III. († 1398) bauten die Anlage aus, errichteten Dieterbau und Dieterturm. Weitere Baumaßnahmen erfolgten um 1439 und durch Dieter VI. von Dalberg 1490 bis 1500.

### Aufgabe als Wohnsitz
Nach dem waffentechnischen Fortschritt bot die exponierte Lage keinen Vorteil mehr, auch bot die Tallage größeren Wohnkomfort. Deshalb baute die Familie im Tal, in Wallhausen, um 1560/1565 das Schloss Wallhausen, das sich heute noch im Eigentum der Erben der Familie Dalberg, einer Linie des Hauses Salm-Salm befindet. Die Burg diente aber noch weiter als militärische Anlage. 1678 wurden wegen eines drohenden französischen Einfalls Anordnungen zu ihrer Verteidigung getroffen. 1750 ließ Hugo Philipp Eckenbert von Dalberg-Wallhausen baufällige Gebäude auf der Burg einreißen und verwendete das Material, um das Schloss Wallhausen auszubauen. 1787 wurden die letzten Holzteile, Treppen, Türen und Fenster ausgebaut. Die Burgkapelle soll allerdings noch bis 1790 für Gottesdienste genutzt worden sein. Die ehemalige Burg verfiel weiter und wurde im 19. Jahrhundert als Steinbruch genutzt.

## Anlage
Die 60 mal 45 Meter große rechteckige Burganlage verfügte in der höher gelegene Westhälfte über einen 12 Meter hohen romanischen Bergfried mit einem Durchmesser von acht Metern und einer Mauerstärke von zwei Metern, über einen viergeschossigen, zehn mal zehn Meter großen Wohnturm sowie das unmittelbar angrenzende Palasgebäude. In der Osthälfte gruppieren sich um einen Innenhof mit Zisterne der „Lange Saal“ aus dem 14. Jahrhundert, die ehemalige „Antoniuskapelle“ mit Eckturm und zwei Rundtürme. Im nordöstlichen Viertel steht der „Dietherbau“ aus der Zeit vor 1371 mit dem „Dietherturm“ an der Ecke.
Die Anlage war von einer Ringmauer und einem Halsgraben geschützt. Heute sind noch erhebliche Reste der Umfassungsmauern zu sehen. Teilweise sind Reste des originalen Putzes erhalten. Prägnant sind die beiden westlichen, im Halsgraben stehenden Pfeiler einer ehemaligen Wasserleitung.

## Sanierung
Die Dalburg wird seit 2019 umfassend saniert. Der erste Bauabschnitt, der den oberen Burgeingang, die Nord- und Westwand des angrenzenden „Großen Saales“, die Antoniuskapelle und den Kapellenturm umfasste, wurde eng vom Landesdenkmalamt begleitet und im März 2021 fertiggestellt. Im zweiten Bauabschnitt von 2022 bis Ende August 2023 wurde die südliche Stützmauer der Zwingerwiese befestigt und teilweise neu aufgebaut.
Die Finanzierung eines dritten Bauabschnitts ab 2024 ist mittlerweile gesichert. In der Diskussion sind die Sanierung des Dietherbaus mit dem Dietherturm und des Zugangs zum oberen Burghof.
Die Arbeiten wurden finanziell durch die Bundesrepublik Deutschland, das Land Rheinland-Pfalz, den Landkreis Bad Kreuznach, die Verbandsgemeinde Rüdesheim, die Ortsgemeinde Dalberg, den Förderverein „Freunde der Dalburg“, örtliche Banken und die Deutsche Stiftung Denkmalschutz bezuschusst und gefördert.